# Ocrepeira willisi
Ocrepeira willisi är en spindelart som beskrevs av Claude Lévi 1993. Ocrepeira willisi ingår i släktet Ocrepeira och familjen hjulspindlar.
Artens utbredningsområde är Panama. Inga underarter finns listade i Catalogue of Life.